# Potasznia (województwo podlaskie)
Potasznia – wieś w Polsce położona w województwie podlaskim, w powiecie suwalskim, w gminie Suwałki, nad Czarną Hańczą.
Potasznię wymieniono już w 1721 roku. Należała do kamedułów wigierskich. Wyrabanio w niej potaż, który wykorzystywano do wytwarzania mydła, farb, szkła czy wyrobów ceramicznych. W 1775 roku było tu 18 dymów. W 1789 roku ich liczba wzrosła do 21.  
Wieś duchowna położona była w końcu XVIII wieku w powiecie grodzieńskim województwa trockiego. W latach 1975–1998 miejscowość położona była w województwie suwalskim.